# ورشو (آلیاژ)

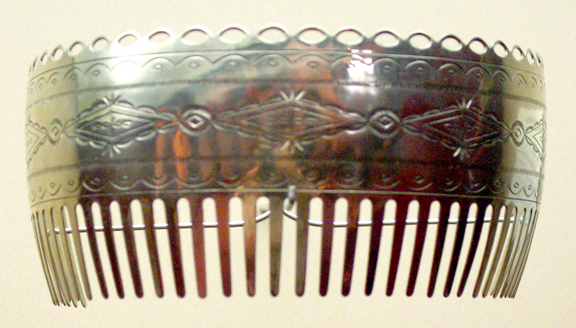
«نقره آلمانی» شانه مو، ساخته بروس سزار (پاونی)، اوکلاهما، ۱۹۸۴

ورشو، نقرهٔ‌نیکلی (به انگلیسی: nickel silver) نقرهٔ آلمانی، آرژِنتان، نقرهٔ‌نو، نیکل‌برنج، آلباتا، آلپاکا و یا الکتروم آلیاژی ساخته شده از فلزات مس، نیکل و روی است. این فلز معمولاً با ترکیب‌بندی ۶۰٪ مس، ۲۰٪ نیکل و ۲۰٪ روی ساخته می‌شود. ورشو جلایی مانند نقره دارد و در برابر زنگ‌زدگی نیز مقاوم است. با توجه به وجود مس و روی، ورشو گاهی یکی از انواع برنج محسوب می‌شود. بر خلاف نام این فلز که از آن به نقرهٔ نیکلی یادمی‌شود، هیچ فلز نقره‌ای در ترکیبات آلیاژ این فلز به کار نمی‌رود، مگر در مواقعی که ورشو را با نقره اندودکاری یا به اصطلاح آبکاری (به انگلیسی: Electroplating) می‌کنند. نام نقرهٔ آلمانی به توسعهٔ آن توسط فلزکارانِ آلمانیِ قرن ۱۹ میلادی اشاره دارد که در تقلید از آلیاژِ چینی شناخته شده‌ای بنام پاک‌تونگ (به انگلیسی: Cupronicke) که از ترکیب مس و نیکل به دست می‌آمد، بازمی‌گردد. در صنعت کنونی، ورشوهای تجاریِ مهم (مانند آن‌هایی که دارای استاندارد ASTM B122 اند) دارای مقدار قابل تَوجهی روی هستند و گاهی نیز در زیرمجموعهٔ فلز برنج قرار می‌گیرند.

## تاریخچه
مردم چین، ورشو را برای نخستین‌بار و از قرن‌ها پیش می‌شناختند و از آن استفاده می‌کردند. در درازای حکومتِ دودمان چینگ و با وجود ممنوعیتِ صادرات آن توسط دولت، این فلز به بخش‌های مختلف هندشرقی قاچاق، با نام تجاری بای-تونگ یا پاک‌تونگ (به معنیِ واژگانِ مسِ سفید白銅) به غرب وارد و در ترکیباتِ رنگِ نقره‌ای این فلز، از نقره استرلینگ تقلید می‌شده‌است. بر پایه گفته‌های بِرتهولد لاوفر (به آلمانی: Berthold Laufer) یکی از هفت فلزی است که بوسیله جابرابن‌حیان شناخته‌شده‌است.
در اروپا، ابتدا این فلز را پاک‌تونگ می‌خواندند، که در گویشِ کانتونی تلفظ می‌شود. اولین اشاره‌های اروپایی به این فلز در سال ۱۵۹۷ رخ می‌دهد و از آن پس تا پایان قرن هجدهم، از کانتون به اروپا صادر می‌شده، اما با این‌حال در حدود سال‌های ۱۷۵۰ و در آلمان و با تقلید از پاک‌تونگ، فلزِ نقرهٔ نیکلی ظاهر می‌شود. در سال ۱۷۷۰ و در شهر زول (به آلمانی: Suhl)، فلزکاران موفق شدند تا یک آلیاژ مشابه را تولید کنند. در سال ۱۸۲۳ و در یک رقابتِ آلمانی که برای بهبود فرایند تولید برگزار شده بود، هدف، گسترشِ تولیدِ آلیاژی بود که نزدیک‌ترین شباهت‌های دیداری را به فلز نقره داشته باشد. براداران هِنیگر (به آلمانی: Henniger) در برلین و ارنست آگوست‌گایتنر (به آلمانی: Ernst August Geitner) در اِشنیبرگ (به آلمانی: Schneeberg) هر کدام جداگانه به این هدف دست یافته بودند. شرکت تولیدکنندهٔ بِرندورف (به آلمانی: Berndorf) نام تجاری آلپاکا را برای این محصول انتخاب می‌کند که عمدتاً در شمال اروپا نقرهٔ نیکلی را با این نام می‌شناسند. در سال ۱۸۳۰ در حالی فرایند تولید صنعتی این فلز به انگلستان معرفی می‌شود که صادرات پاک‌تونگ از چین به تدریج متوقف شده‌است. به همین دلیل، امروزه این آلیاژ نام اصلیِ پاک‌تونگ را از دست داده و با نام نقرهٔ آلمانی (در ایران با نام ورشو) شناخته شده‌است. در سال ۱۸۳۲ شکل دیگری از نقرهٔ آلمانی در بیرمنگام انگلستان متولد شد. پس از دهه ۱۸۴۰، توسعه آبکاری، باعث گستردگیِ استفاده از ورشو می‌شود و بستری ایده‌آل، قوی و روشن برای فرایند آبکاری شکل می‌گیرد. نقرهٔ آلمانی به شکل آبکاری‌نشده و برای ساخت کالاهای با کیفیتِ پایین‌تر همچون کارد و چنگال نیز مورد استفاده قرار می‌گرفته‌است.

## کاربرد
ورشو برای اولین بار به عنوان یک فلز پایه و برای تولید کارد و چنگال نقره اندود و دیگر ظروف نقره‌ای، به‌ویژه طی فرایندی که ای‌پی‌ان‌اس یا الکترو-اندود نیکل-نقره (به انگلیسی: Electro-plated nickel silver | EPNS) نامیده می‌شود به محبوبیت رسید. در ساختِ زیپ، کلیدهای با کیفیت بهتر، جواهرات بدلی، ساز و آلات موسیقی (مانند فلوت و کلارینت) و از اکسید آن نیز در صنعت الکترونیک استفاده می‌شود. همچنین از نیکل-نقره به صورت گسترده‌ای در تولید و ساخت سکه (مانند سکه اسکودوی پرتغال و مارک آلمان شرقی) استفاده می‌شود. ورشو برای استفاده‌های صنعتی نیز کاربردهای فراوانی دارد، از جملهٔ آنها می‌توان به استفاده در تولید اتصالات دریایی و بست‌های لوله‌کشی برای افزایش مقاومت در برابر خوردگی و در سیم‌پیچ‌ها برای بالابردن مقاومت الکتریکی اشاره کرد.
در قرن ۱۹ و به‌ویژه پس از سال ۱۸۶۸، جواهرسازان سرخ‌پوستِ آمریکایی (به انگلیسی: Plains Indian) به راحتی قادر به تولید ورق‌های نقرهٔ آلمانی شدند. آنها از این فلز برای ساخت لوازم جانبی سوارکاری نیز استفاده می‌کردند. از گذشته تاکنون، فلزکازان از ورشو برای ساخت گردن‌آویز، دست‌بند، بازوبند، سنجاق‌سر، سگکِ کمربند، گوش‌واره، سنجاق کروات، ظروف فلزی تزیینی و تاج پادشاهی استفاده کرده‌اند. بسیاری از اتصالات فلزیِ مهار اسب و زین آن، دارای آلیاژ نقرهٔ آلمانی هستند.
در اوایل قرن بیستم، و قبل از ظهور و تولد ورق فولادی، این فلز توسط خودروسازان و تولید کنندگان قطعات خودرو مورد استفاده قرار می‌گرفته به طوری که رولز-رویس در سال ۱۹۰۷ خوروی معروفِ روحِ نقره‌ای را تولید می‌کند. پس از سال ۱۹۲۰ و به دلیل سهولت در استفاده صنعتی و مقاومت در برابر خوردگی برای تولید چاقوی جیبی به صورت گسترده‌ای بکار گرفته شد. قبل از این دوره، فلز متداول آهن بود.